# Idole cycladique (NAMA Π20934)
L'Idole féminine aux bras croisés (Musée archéologique national d'Athènes, numéro d'inventaire Π29034), anciennement Karlsruhe, Badisches Landesmuseum, numéro d'inventaire 75/49) est une sculpture en marbre de la culture cycladique de l'âge du bronze.
La figurine, du type Spedos ancien, est datée entre le XXVIIe et le XXIVe siècle av. J.-C. (Cycladique Ancien II). Le lieu de la découverte est inconnu. Pat Getz-Gentle l'a attribué au sculpteur Woodner. La figurine, issue d'une fouille illégale, a été acquise par le Badisches Landesmuseum de Karlsruhe en 1975 et restituée à la Grèce le 6 juin 2014 au Musée archéologique national d'Athènes.

## Description
L'idole cycladique est taillée dans du marbre, vraisemblablement extrait de l'île de Naxos. Elle représente une figure féminine aux formes sculptées en relief. Avec ses 88,8 cm de hauteur et 17,8 cm de largeur, la statuette présente une silhouette très élancée. Le rapport entre la largeur des épaules et la longueur du corps est d'environ 20 %, alors que le rapport privilégié pour d'autres idoles se situe autour de 25 %. En raison de son faible relief, d'une profondeur maximale de 6 cm, l'idole paraît presque modelée en deux dimensions.
Comme pour toutes les idoles cycladiques typiques, les bras de la figurine sont croisés sur la poitrine, l'avant-bras gauche sur le droit. Le fait que les avant-bras et les mains ne soient pas seulement séparés par un espace, mais soient plastiquement séparés par un petit espace en rond, peut être attribué à la taille extraordinaire de la figurine. Les jambes sont séparées l'une de l'autre par un espace profond, qui ne traverse cependant complètement le matériau qu'au niveau des jambes inférieures. Des encoches marquent la limite entre les cuisses et le bas-ventre. Le triangle pubien, commun à d'autres idoles de ce type, n'est pas sculpté. La tête plate s'étend vers l'arrière et la forme ovale du visage se rétrécit légèrement vers le haut et devient presque anguleuse. Le nez tordu et plat s'élargit relativement fortement vers le bas. Une particularité réside dans les oreilles sculptées. Les seins sont petits et hauts.
L'idole féminine nue est dans un très bon état de conservation, seul le pied gauche fait défaut. Elle a été brisée en trois endroits : à l'extrémité supérieure et inférieure du cou, ainsi qu'au niveau des genoux. Un fragment manquant sur le côté droit du menton a été reconstitué après la découverte. Les signes d'altération sont plus prononcés sur le côté gauche du corps ; la surface d'origine, très finement lissée, est conservée par endroits.
Comme vraisemblablement toutes les idoles cycladiques, cette figurine était à l'origine peinte. Deux types de traces en témoignent. D'une part, des restes de couleur directement visibles dans la région pubienne indiquent une peinture bleue. D'autre part, une couche de peinture, qui n'est plus directement détectable aujourd'hui, protégeait certaines zones de l'altération, si bien que les parties autrefois peintes se détachent désormais en léger relief par rapport aux zones érodées. 
Ces traces indirectes de polychromie sont qualifiées de « ghost » (fantôme) dans la littérature spécialisée. De cette façon, on peut identifier sur la figurine une chevelure colorée ou une coiffe, et l'œil gauche tandis que l'œil gauche et le sourcil apparaissent en relief.
L'idole est classée comme appartenant au type Spedos-B primitif, l'espace entre les jambes étant une caractéristique des premières figurines Spedos et la forme de la tête convergeant vers le haut avec des épaules étroites étant une caractéristique du type B. Les proportions inhabituelles suggèrent qu'elle est née au début de cette tradition. C'est (en 2014) la cinquième plus grande idole cycladique entièrement préservée. En outre, plusieurs grandes têtes ont été conservées, bien qu'il ne soit pas certain qu'elles appartenaient à des figurines en pied.
En utilisant une méthodologie controversée dans la communauté scientifique, Pat Getz-Preziosi (aujourd'hui Getz-Gentle) attribue un grand nombre d'idoles à des artisans ou artistes individuels dans sa thèse de doctorat de 1972 et dans plusieurs publications depuis lors. Elle a identifié cette figurine avec le sculpteur Woodner en raison de l'oreille droite nettement plus basse, qu'elle a nommée d'après un spécimen de taille presque égale dans une collection privée. Au total, elle attribue trois idoles à ce créateur : celle de la collection Woodner (aujourd'hui dans la collection Harmon), celle de Karlsruhe et l'idole portant le numéro d'inventaire #724 au Musée d'Art cycladique d'Athènes. Ces trois figurines présentent toutes une taille nettement supérieure à la moyenne ; parmi les idoles connues, elles occupent les deuxième, cinquième et sixième places. Comme caractéristiques déterminantes, Getz-Gentle mentionne, outre les grandes similitudes au niveau des bras et particulièrement des pieds, la position nettement plus basse de l'oreille droite sur chaque figurine. Des oreilles sculptées en relief sont très rares, même parmi les grandes figurines : seulement six grandes idoles avec des oreilles sont connues, et la différence de hauteur n'existe que sur ces trois spécimens. Sur la base de ces caractéristiques, Getz-Gentle suppose que l'idole de Karlsruhe a été réalisée, chronologiquement, entre les deux autres.
Tandis que le marchand d'art Nicolas Koutoulakis indiquait l'île de Naxos comme lieu de découverte, Jürgen Thimme identifia, en se fondant sur des éléments stylistiques d'idoles similaires, une origine probable de la figurine sur l'île d'Amorgos. En revanche, Getz-Gentle estime tout à fait plausible que les trois idoles qu'elle attribue au même artiste proviennent toutes du dépôt de Kavos sur l'île de Keros, et qu'elles aient été dispersées et vendues individuellement par des pilleurs de tombes ou par le marché de l'art.
La signification ou l'utilisation de la figurine et de toutes les autres idoles cycladiques n'est pas claire. Pour autant que leur origine soit connue, la plupart proviennent de découvertes funéraires, certaines ont été déposées rituellement dans des dépôts. Les figurines sont rares ; seule une fraction des tombes contenait des idoles. Rien dans les autres objets funéraires n'indique qu'ils aient été donnés uniquement à des hommes, des femmes, des personnes de statut social élevé ou à tout autre groupe définissable.

## Provenance
L'idole provient d'un pillage de site archéologique et a été illégalement exportée de Grèce ; son lieu de découverte reste inconnu. Le dernier propriétaire privé était le marchand d'art Nicolas Koutoulakis, connu pour être un acteur majeur du commerce d'objets issus de fouilles illicites. Le conservateur du Musée régional du Bade (Badisches Landesmuseum), Jürgen Thimme (de), reçoit la figurine en prêt en janvier 1975, et, en prévision de l'exposition « Art des Cyclades » (Kunst der Kykladen) prévue pour 1976, l'acquit quelques mois plus tard pour la somme de 300 000 francs suisses.
Jürgen Thimme publie en 1975 une étude approfondie sur l'idole dans l'Annuaire des collections d'art de l'État du Bade-Wurtemberg (Jahrbuch der Staatlichen Kunstsammlungen in Baden-Württemberg), dans lequel il présente également pour la première fois en allemand la classification des idoles cycladiques par Colin Renfrew et Pat Getz-Gentle (connue à l'époque sous le nom de Getz-Preziosi). L'idole, remarquable par sa taille exceptionnelle, est l'une des pièces maîtresses de l'exposition « Kunst der Kykladen » en 1976, qui présentait la culture cycladique de l'âge du bronze dans toute sa diversité et ses connexions avec d'autres aires culturelles. Elle est ensuite intégrée à l'exposition permanente du Badisches Landesmuseum. En 2011, l'idole retrouve son rôle central dans la deuxième grande exposition cycladique du monde germanophone, « Kykladen - Lebenswelten einer frühgriechischen Kultur ». Dans les deux catalogues d'exposition, elle fut particulièrement mise en valeur. Les autorités grecques des antiquités, à l'occasion de ces deux événements, soulevèrent la problématique des fouilles clandestines, du trafic d'antiquités et du commerce illicite de biens culturels, et, en conséquence, ne prêtèrent aucun objet issu des collections publiques au musée du Bade.
Après l'exposition de 2011, des négociations ont lieu au plus haut niveau et, le 6 juin 2014, l'idole est remise, avec la coupe cycladique à anse (Karlsruhe 75/11), au Musée national archéologique d'Athènes par le secrétaire d'État au ministère des Sciences, de la Recherche et des Arts du Bade-Wurtemberg, Jürgen Walter, et le directeur du musée régional du Bade, Harald Siebenmorgen, en présence du ministre grec de la Culture, Panagiotis Panagiotopoulos.

## Estimation
La valeur marchande actuelle de l'idole est estimée à plusieurs millions d'euros.